# دهلی-۶
دهلی-۶ (انگلیسی: Delhi-6) یک فیلم به کارگردانی راکیش امپراکاش مهرا است که در سال ۲۰۰۹ منتشر شد.

## بازیگران
- آبیشک باچان
- سونام کاپور
- اوم پوری
- وحیده رحمان
- ریشی کاپور
- دیویا دوتا
- آمیتاب باچان
- پرم چوپرا
- ویجای راز